# Aleksandras Dobryninas
Aleksandras Dobryninas (* 10. Mai 1955 in Kaliningrad, RSFSR) ist litauischer Soziologe und Kriminologe.

## Biografie
1977 absolvierte Aleksandras Dobryninas das Studium an der Fakultät für Mathematik und Mechanik der Universität Vilnius und promovierte 1985 in der Philosophie. Von 1977 bis 1979 arbeitete er am Institut für Forensik, von 1984 bis 1988 als Hochschullehrer an der Mykolas-Romeris-Universität (MRU). Seit 1988 lehrt er an der Universität Vilnius und ist seit 1996 Leiter des Lehrstuhls für Sozialtheorie sowie seit 2002 Professor. 1992 war er Direktor des Instituts für Internationale Beziehungen. Aleksandras Dobryninas lehrt Kriminologie an der Fakultät für Philosophie und an der Rechtswissenschaftlichen Fakultät der Universität Vilnius. 
Er ist einer der Gründer der Partei Lietuvos liberalų sąjunga. Von 2000 bis 2002 war er Vorstandsvorsitzender von Transparency International Litauen. Seit 1. Juni 2006 leitet er das Projekt „Interdisziplinäres Kriminologiestudium an der Universität Vilnius“ und ist Mitglied der Verwaltungs- und Koordinationsgruppe,
Mitarbeiter des Zentrums für Kriminologiestudium.

## Arbeiten
- Begründung der Kriminologie: Aspekte der Philosophie und Logik // Kriminologijos pagrindimas: Loginiai ir filosofiniai aspektai (su J. Bluvšteinu, 1990 m., Russisch)
- Todesstrafe in Litauen // Mirties bausmė Lietuvoje (mit Saulius Katuoka, 1999)
- Socialiniai pokyčiai Lietuvoje: 1990–1998. (Mitautor, 2000)
- Juvenale Justiz in den litauischen Medien // Nepilnamečių justicija Lietuvos žiniasklaidoje (2000)
- Virtuelle Verbrechenswirklichkeit // Virtuali nusikaltimų tikrovė. Vilnius, Eugrimas, 2001. ISBN 9955-501-02-2
- Kriminologietheorien (Lehrbuch) // Kriminologijos teorijos. Vadovėlis. Vilnius: Eugrimas. 2008, 186 p. (Mitautoren Sakalauskas, G., Žilinskienė, L.)
- Įvadas. Aleknevičienė J. (Redakteur) Deviacijų socialinės problemos. Vadovėlis. Vilnius: Eugrimas. 2007, p. 4-11.
- Kriminologie und Macht // Kriminologija ir valdžia. Sociologija: mintis ir veiksmas. 2007. Nr. 2. p. 5-9.